# Clobetasol propionate
Clobetasol propionate là một loại corticosteroid được sử dụng để điều trị các tình trạng da như chàm, viêm da tiếp xúc, viêm da tiết bã và bệnh vẩy nến. Nó được áp dụng cho da dưới dạng kem, thuốc mỡ hoặc dầu gội. Sử dụng nên ngắn hạn và chỉ khi các corticosteroid yếu hơn không hiệu quả. Sử dụng không được khuyến cáo trong bệnh hồng ban hoặc viêm da quanh miệng.
Các tác dụng phụ thường gặp bao gồm kích ứng da, khô da, đỏ da, nổi mụn và tĩnh mạch mạng nhện. Các tác dụng phụ nghiêm trọng có thể bao gồm ức chế tuyến thượng thận, phản ứng dị ứng, viêm mô tế bào và hội chứng Cushing. Sử dụng trong thai kỳ và cho con bú là không an toàn. Clobetasol được cho là hoạt động bằng cách kích hoạt thụ thể steroid. Đây là một loại corticosteroid loại I (Châu Âu: loại IV) của Hoa Kỳ, làm cho nó trở thành một trong những loại mạnh nhất hiện có.
Clobetasol propionate đã được cấp bằng sáng chế vào năm 1968 và được đưa vào sử dụng y tế vào năm 1978. Nó có sẵn như là một loại thuốc chung. Một tháng cung cấp tại Vương quốc Anh tiêu tốn của NHS khoảng 7,90 bảng Anh vào năm 2019. Tại Hoa Kỳ, chi phí bán buôn của số thuốc này là khoảng 66 USD. Năm 2016, đây là loại thuốc được kê đơn nhiều thứ 184 tại Hoa Kỳ với hơn 3 triệu đơn thuốc.

## Sử dụng trong y tế
Clobetasol propionate được sử dụng để điều trị các chứng rối loạn da khác nhau bao gồm eczema, herpes labialis, bệnh vẩy nến và lichen sclerosus. Nó cũng được sử dụng để điều trị một số bệnh tự miễn dịch bao gồm rụng tóc, lichen planus (nốt da miễn dịch tự động) và nấm mycosis (u lympho tế bào T). Nó được sử dụng như điều trị đầu tiên cho cả GVHD cấp tính và mãn tính của da.
Clobetasol propionate được sử dụng trong thẩm mỹ bởi những phụ nữ có làn da sẫm màu để làm trắng da, mặc dù việc sử dụng này còn gây tranh cãi. Cục Quản lý Thực phẩm và Dược phẩm Hoa Kỳ đã không chấp thuận cho mục đích đó và bán hàng mà không cần toa là bất hợp pháp tại Hoa Kỳ. Tuy nhiên, các loại kem làm trắng da có chứa thành phần này đôi khi có thể được tìm thấy trong các cửa hàng cung cấp làm đẹp dân tộc ở Thành phố New York và trên internet. Nó cũng được bán ra quốc tế, và không cần toa thuốc ở một số quốc gia. Kem làm trắng với proprionate clobetasol, như Hyprogel, có thể làm cho da mỏng và dễ bị bầm tím, với mao mạch có thể nhìn thấy, và mụn trứng cá. Nó cũng có thể dẫn đến tăng huyết áp, tăng lượng đường trong máu, ức chế steroid tự nhiên của cơ thể và các vết rạn da, có thể là vĩnh viễn.